# Unix-базирани операционни системи
Unix-базирана операционна система е такава операционна система, която работи по начин, подобен на система Unix, като не е задължително тя да съответства на конкретна версия от стандартите на UNIX.

## Unix-базирани операционни системи
- Solaris
- Mac OS X

### Фамилията BSD
BSD са инициалите на Berkeley Software Distribution: реализация алтернативна на Unix, създадена и поддържана в Калифорнийския университет в Бъркли. Първоначално тя се основаваше на изходния код на Unix, но през 80-те години на 20 век бяха написани големи части от него. Като част от договор с DARPA, първата имплементация на комуникационния протокол TCP/IP е написана като част от BSD. По тази причина Бъркли публикува безплатна версия на мрежовия код, наречен BSD/Net. Поради популярността на кода, ръководителите на Berkeley преработиха части от системата и пуснаха почти пълна версия на системата BSD. На този етап развитието е разделено между няколко търговски дружества (които са изчезнали през годините) и различни доброволчески инициативи, като основните са:
- FreeBSD
- NetBSD
- OpenBSD

### Фамилията Линукс
През 1991 г. Линус Торвалдс написва ядро на операционната система Linux. Днес името обикновено се отнася до колекция от софтуер около едно и също ядро: Linux дистрибуции. Има много дистрибуции, включително:
- Дебиан
- Ubuntu Linux
- Suse
- Red Hat
- Fedora
- Mandriva Linux
- Gentoo Linux
- Slackware